# Jan III. z Rožmberka
Jan III. z Rožmberka někdy též Jan ze Strakonic (německy Johann III. von Rosenberg, resp. Johann von Strakonitz, 24. listopadu 1484 — 29. února 1532, Strakonice) byl český šlechtic z významného jihočeského rodu Rožmberků. Vykonával úřad generálního převora českého řádu maltézských rytířů, byl též hejtmanem Prácheňského kraje a vladařem rožmberského domu.

## Životopis

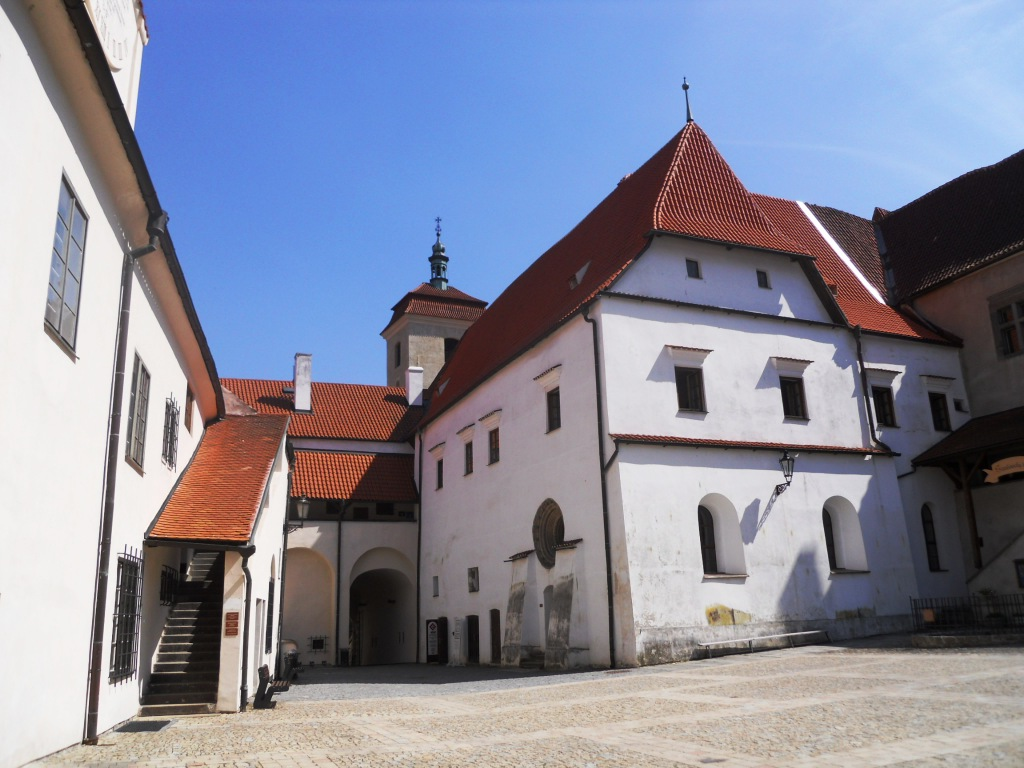
Hrad Strakonice, starý palác z nádvoří

Jan III. z Rožmberka se narodil jako nejstarší syn vladaře rožmberského domu Voka II. a jeho manželky Markéty z Gutštejna. Jan měl dalších 5 sourozenců: Jindřicha VI., Jindřicha VII., Jošta III., Petra V. a starší sestru Sidonii. Janův otec Vok II. ze zdravotních důvodů předal regentství rodu svému bratru Petrovi IV. z Rožmberka a po smrti Voka II. v roce 1505 převzal Petr také opatrovnictví nad bratrovými nezletilými dětmi. Vztahy mezi Petrem a jeho synovci nebyly dobré, proto se rozhodl majetek rozdělit. Menší část předal svým synovcům Jindřichovi, Joštovi a Petrovi a větší část si ponechal a tu odkázal Janovi. Protože mu byl Jan nakloněn, jmenoval ho svým nástupcem v regentství rožmberského rodu. Jelikož však Jan coby duchovní nemohl mít legitimní nástupce, rozhodl Petr IV. také, že po Janově smrti má dědictví připadnout cizím šlechticům, mezi nimiž hrál hlavní roli Zdeněk Lev z Rožmitálu.
Kolem roku 1506 vstoupil Jan v mladém věku do řádu johanitů a v roce 1511 se stal generálním převorem řádu. Nechal opravit sídlo řádu na Malé Straně a opevnění ve Strakonicích.
Jan v letech 1519-1530 zastával úřad hejtmana Prácheňského kraje.
V říjnu 1523 zemřel Janův strýc Petr IV. z Rožmberka, jenž ve své závěti ustanovil svým nástupcem Jana III. Bratři Jana se postavili závěti na odpor a za vladaře domu rožmberského zvolili nejmladšího Jindřicha VII. a následně 18. listopadu téhož roku společně podali protest proti závěti strýce Petra IV. u nejvyššího komorníka Českého království. V roce 1524 se pak obrátili přímo na krále Ludvíka a požádali o navrácení majetku, který Jan zdědil, a jejho převod na zvoleného nástupce Jindřicha. Žádost byla schválena v červnu 1524. Jan se však kontroly nevzdal dobrovolně a jeho bratři se tak museli uchýlit k silovému řešení. Jindřich se ujal vlády nad rožmberskéým dominiem ve druhé polovině roku 1524. 
Poté, co se v roce 1525 znovu stal purkrabím Zdeněk Lev z Rožmitálu, se rozhořel nový boj o dědictví. Rožmberkové po dlouhých soudních sporech vyplatili Janovy spoludědice, aby mohl Jindřich nadále vládnout. Ten však již následujícího roku zemřel a Jan III. roku 1526 znovu převzal regentství a držel je až do své smrti v roce 1532.
30. ledna 1527 byl Jan součástí delegace, která přijala nového krále Ferdinanda v Jihlavě. Při jeho korunovaci 24. února téhož roku nesl královskou korunu spolu se Zdeňkem z Rožmitálu v doprovodu svých bratrů Jošta a Petra. Krátce po nástupu do úřadu Ferdinand požádal Jana z Rožmberka, aby zajistil mír v Kadani, kde luteráni povstali proti katolickým řádům, obsadili místní kostel a klášter johanitů a přivlastnili si polovinu hřbitova.
Jan III. z Rožmberka zemřel 29. února 1532 ve Strakonicích a byl pohřben v rodové hrobce ve Vyšebrodském klášteře. Po je smrti správu rodového majetku převzal jeho bratr Jošt.